# Пианкашо
Пианкашо (на английски: Piankashaw) е северноамериканско индианско племе, подразделение на племето маями, което се отделя от тях и става самостоятелно племе.
Името пианкашо (пианкашоу, пианкишо) вероятно идва от думата „паянгичаки – тези, които са отделно“ на езика маями, който е класифициран към централния клон на Алгонкинските езици. През 1682 г. Рене Робер дьо Ла Сал ги споменава като част от племената живеещи около поста на река Илинойс. През 1695 г. живеят на река Сейнт Джоузеф, заедно с маскутен и кикапу. През 1699 г. са отбелязани на река Канкаки, а малко преди това живеят на Мисисипи. В 1743 г. се споменава, че живеят на река Вермилиън в близост до днешния Вермилиън в Индиана.
Лоялността на племето варира между англичаните и французите и не са в добри отношения с американците, с които воюват до войната от 1812 г. От 1795 г. племето подписва със САЩ последователно 10 договора. През 1805 г. продават всичките си земи в Индиана и Илинойс и се преместват в Мисури, където се присъединяват към други пианкашо дошли по-рано. През 1832 г. напускат Мисури и се преместват в резерват в Канзас. През 1842 г. се споменава, че пианкашо живеят на Литъл Ривър в територията на криките в Оклахома. Дотогава населението им е намаляло до около 100 души, в сравнение от първоначалните около 1500 през 1759 г. В Канзас след 1854 г. се обединяват с останките от каскаския, пеория и уеа. Обединеното племе се премества през 1867 г. в Оклахома, където става известно като Пеория племето на Оклахома. Съобщава се за 9 оцелели пианкашо през 1937 г., живеещи в Оклахома. Днес, в началото на 21 век техни потомци са част от федерално признатото Пеория племето на Оклахома.